# Orumcekia mangshan
Orumcekia mangshan là một loài nhện trong họ Agelenidae.
Loài này thuộc chi Orumcekia. Orumcekia mangshan được miêu tả năm 2001 bởi Zhang & Chang-Min Yin.